# Marija Pobeduškina
Marija Michajlovna Pobeduškina (in russo Мария Михайловна Победушкина?; Mosca, 22 settembre 2002) è una ginnasta russa.

## Carriera

### Junior
Nel 2016 partecipa ai Nazionali Russi arrivando trentasettesima.
Nel 2017 vince il Torneo MTM di Lubiana.

### Senior
Marija Pobeduškina è entrata a far parte del team nazionale russo nel 2018, in seguito a una medaglia d'argento alla palla ai Nazionali Russi. Da allora ha partecipato a qualche torneo internazionale. Ha partecipato all'Irina Cup di Varsavia, in Polonia, arrivando settima nell'all-around. In seguito ha preso parte al Torneo Internazionale di Marbella Andalucia Cup, dove ha vinto l'oro al cerchio.
Nel 2019 ha partecipato alla Miss Valentine di Tartu, dove è arrivata tredicesima. Alla Aphrodite Cup in Grecia è arrivata quarta nell'all-around e prima a cerchio, palla e clavette.